# Pinocchio (film din 1940)
Pinocchio este un film de animație american din 1940 regizat de Ben Sharpsteen și Hamilton Luske, produs de Walt Disney și distribuit de  RKO Pictures. Se bazează pe povestirea Aventurile lui Pinocchio de Carlo Collodi. Este al doilea din seria de filme animate Disney, serie care a început în 1937 cu Albă ca Zăpada și cei șapte pitici. Este filmul clasic de animație cu cele mai importante încasări din toate timpurile. A fost lansat în cinematografe la 7 februarie 1940 în Statele Unite.
Scenariul este scris de Aureliu Battaglia, William Cottrell, Otto Englander, Erdman Penner, Joseph Sabo, Ted Sears și Webb Smith pe baza cărții lui Collodi. Producția a fost supravegheată de către Ben Sharpsteen și Hamilton Luske, unele secvențe ale film au fost regizate de către Norman Ferguson, T. Hee, Wilfred Jackson, Jack Kinney și Bill Roberts.

coperta DVD a ediției în română

## Prezentare
Pinocchio este cel mai inovator și substanțial film al lui Disney. Virtuozitatea tehnică n-ar însemna nimic dacă nu ar duce la un rezultat atât de frumos. Leonard Maltin - 1973 (The Disney Films). Pinocchio este un băiețel din lemn sculptat de tâmplarul Geppeto și adus la viață de Zâna Azurie. Ea îi spune că el trebuie să fie cuminte, îi dă și o conștiință, pe Greierașul Jiminy, dar el nu îl prea ascultă, prin urmare: chiulește de la școală și se duce la teatrul de marionete. Acolo e închis într-o cușcă de directorul teatrului, Stromboli. Când în sfârșit scapă se duce acasă, dar Geppeto nu e acolo, așa că se duce la un parc de distracții. Dar acolo se transformă într-un măgar. Când iese de acolo, se aruncă în mare și îl înghite o balenă. Îl întâlnește pe Geppeto și amândoi ies din balenă. Zâna Azurie îl transformă pe Pinocchio într-un băiat adevărat (ce și-a dorit dintotdeauna).